# Mycobacterium ulcerans
Mycobacterium ulcerans è una specie di batterio patogeno per l'uomo, responsabile dell'ulcera cutanea nota come ulcera del Buruli. Le modalità di trasmissione non sono ancora del tutto note, ma si pensa che il contagio avvenga in seguito al morso diretto di alcuni insetti acquatici che agirebbero da vettori.